# Drum public național M4
Der Drum public național M4 ist eine Fernstraße in der Republik Moldau, die vollständig links des Flusses Dnister auf dem Gebiet des international nicht anerkannten Transnistrien verläuft.

## Verlauf
Die Straße nimmt ihren Ausgang in Tiraspol und führt von dort über Grigoriopol, Dubăsari, Rîbnița und Camenca, bis dort parallel zum Dnister. Diesen verlässt es in Camenca in nördlicher Richtung und führt über Hristovaia zur ukrainischen Grenze. Auf ukrainischem Gebiet setzt sie sich als untergeordnete Territorialstraße T0225 fort.
Die Länge der Straße wird mit 178 Kilometer angegeben.